# 水野寅次郎
水野 寅次郎（みずの とらじろう、1854年9月29日（嘉永7年8月8日） - 1909年（明治42年）6月23日）は、明治期の政治家、新聞編集者、内務官僚。官選奈良県知事。

## 経歴
土佐国で土佐藩士・水野幾七の二男として生まれる。立志社に加わり自由民権運動に参加。1877年、西南戦争において西郷軍に加わろうとして逮捕された。1880年10月、立志社を離脱して同志と「共行社」を起こし民権運動から離れた。同年10月、内務省御用掛となり、さらに和歌山県少書記官を務めた。
1882年に退官し、同年、東洋新報社長に就任。福地源一郎、丸山作楽と立憲帝政党を結成したが翌年に解散した。1886年、警視庁三等警視に任官。以後、小石川警察署長、内閣書記官を歴任。1896年12月、奈良県知事に就任。郡制の実施、県立八木測候所の設立、生駒郡農事試験場の設置などを推進。1899年2月21日、知事を非職となる。その後退官し帰郷。
1905年、日露戦争の終結について非講和論を唱えた。1909年6月、病のため故郷で死去した。

## 栄典
- 1897年（明治30年）2月10日 - 正五位[7]